# مانابو مينامي
مانابو مينامي (باليابانية: 己浪 学) (17 فبراير 1988 في كاشيهارا في اليابان – )؛ هو لاعب كرة قدم ياباني سابق كان يلعب كحارس مرمى.

## وصلات خارجية
- مانابو مينامي على موقع رابطة كرة القدم اليابانية للمحترفين (اليابانية)